# كلارنس إدوارد ماثياس
كلارنس إدوارد ماثياس (بالإنجليزية: Clarence Edward Mathias)‏ هو عسكري أمريكي، ولد في 12 ديسمبر 1876 في رويالتون في الولايات المتحدة، وتوفي في 9 ديسمبر 1935.